# Atlantic Electric Vehicle Company
Atlantic Electric Vehicle Company, vorher Atlantic Vehicle Company, war ein US-amerikanischer Hersteller von Kraftfahrzeugen.

## Unternehmensgeschichte
Das Unternehmen wurde 1912 gegründet und 1915 umbenannt. Der Sitz war in Newark in New Jersey. Hauptsächlich stellte es Lastkraftwagen her. Außerdem entstanden zwischen 1912 und 1914 auch Personenkraftwagen und Taxis. Alle Fahrzeuge wurden als Atlantic vermarktet. 1921 wurde das Unternehmen aufgelöst.

## Fahrzeuge
Die Nutzfahrzeuge hatten Elektroantrieb. Anfangs waren es 3- bis 6-Tonner, die Kettenantrieb hatten. Kleinere Modelle kamen später hinzu, die eine Kardanwelle hatten.
Die erste Entwicklung eines Pkws blieb möglicherweise ein Prototyp. Das Taxi mit Elektromotor war wenig erfolgreich.